# Le Grand-Village-Plage
Le Grand-Village-Plage – miejscowość i gmina we Francji, w regionie Nowa Akwitania, w departamencie Charente-Maritime.
Według danych na rok 1990 gminę zamieszkiwało 718 osób, a gęstość zaludnienia wynosiła 119 osób/km² (wśród 1467 gmin regionu Poitou-Charentes Le Grand-Village-Plage plasuje się na 421. miejscu pod względem liczby ludności, natomiast pod względem powierzchni na miejscu 1031.).